# Dessie
Dessie   este un oraș  în  partea de centru-nord a  Etiopiei,  în statul  Amhara.